# Diamante Negro (Ediciones Rialto)
Diamante Negro es una colección de cuadernos realizada por el estudio de Adolfo López Rubio para Ediciones Rialto en 1944. 

## Argumento y personajes
Diamante Negro presenta aventuras de diversos personajes de la ficción popular, especialmente en su vertiente cinematográfica, como el hombre invisible, El Cobra o Fu Manchú.

## Valoración
Para el investigador Pedro Porcel Torrens, Diamante Negro es una colección de ínfima calidad, a pesar de su éxito de ventas, y sólo destaca por las portadas al gouache de Jano.